# Bantu Football Club
Maillots
Actualités
Le Bantu Football Club est un club lésothien de football basé à Mafeteng, dans l'ouest du pays.

## Historique
Fondé à Mafeteng en 1927, le club compte à son palmarès cinq championnats et sept Coupes du Lesotho. Il domine le football national au début des années 2010 avec un titre de champion, deux places de dauphin et trois Coupes en l'espace de cinq saisons, entre 2011 et 2015.
Au niveau international, les bons résultats en championnat et en Coupe ont permis au club de participer aux compétitions organisées par la CAF, sans jamais cependant parvenir à dépasser le premier tour.

## Palmarès
- Championnat du Lesotho (5)[5] :
  - Vainqueur : 2014, 2017, 2018, 2020, 2023
  - Vice-champion : 2013 et 2015

- Coupe du Lesotho (7) :
  - Vainqueur : 1963, 1993, 1997, 2011, 2012, 2013, 2017